# Dogfight
Dogfight е американска драма от 1991 г., заснета в Сан Франциско, Калифорния през 1960-те години и е режисиран от Нанси Савока. Филмът се разказва за любовта между 18-годишния пехотинец Еди Бърдлейс (Ривър Финикс) за пътя му към Виетнам, и млада жена на име Роуз Фени (Лили Тейлър).